# Thermotogota
Thermotogota o Thermotogae es un filo de bacterias. Son termófilos o hipertermófilos cuyas células se envuelven en una membrana exterior adicional. Son Gram negativos anaerobios que metabolizan carbohidratos. Las distintas especies tienen distintas tolerancias a la sal y al oxígeno. La cepa SL1 de Thermotoga subterranea fue encontrada en un depósito continental profundo de petróleo a 70 °C en East Paris Basin, Francia. Es un organismo anaerobio que reduce cistina y tiosulfato a sulfuro de hidrógeno. La tinción Gram negativa se debe a la característica estructura de la cubierta llamada "toga", sin embargo presenta una sola membrana lipídica, por lo que técnicamente es considerada una bacteria monodérmica.

## Relaciones con otros filos
De acuerdo con los avances en filogenia bacteriana, los árboles filogenéticos basados en el genoma, proteoma y ARNr 23S muestran una clara relación entre Aquificota y Thermotogota, la cual suele extenderse a Dictyoglomata. Por el contrario según el ARNr 16S Thermotogae se encuentra en una posición basal del dominio Bacteria.
No está definido si la condición hipertermófila de Thermotoga es ancestral o se debe a transferencia genética horizontal con arqueas.
Según el análisis de ARNr, los principales géneros se relacionan del siguiente modo:
|  | Thermotoga                                                       |
|  |                                                                  |
|  | \| \| Fervidobacterium \| \| \| \| \| \| Thermosipho \| \| \| \| |
|  |                                                                  |
|  | Fervidobacterium                                                 |
|  |                                                                  |
|  | Thermosipho                                                      |
|  |                                                                  |

|  | Fervidobacterium |
|  |                  |
|  | Thermosipho      |
|  |                  |

|  | Marinitoga                                            |
|  |                                                       |
|  | \| \| Geotoga \| \| \| \| \| \| Petrotoga \| \| \| \| |
|  |                                                       |
|  | Geotoga                                               |
|  |                                                       |
|  | Petrotoga                                             |
|  |                                                       |

|  | Geotoga   |
|  |           |
|  | Petrotoga |
|  |           |

|  | Marinitoga                                            |
|  |                                                       |
|  | \| \| Geotoga \| \| \| \| \| \| Petrotoga \| \| \| \| |
|  |                                                       |
|  | Geotoga                                               |
|  |                                                       |
|  | Petrotoga                                             |
|  |                                                       |

|  | Geotoga   |
|  |           |
|  | Petrotoga |
|  |           |

|  | Thermotoga                                                       |
|  |                                                                  |
|  | \| \| Fervidobacterium \| \| \| \| \| \| Thermosipho \| \| \| \| |
|  |                                                                  |
|  | Fervidobacterium                                                 |
|  |                                                                  |
|  | Thermosipho                                                      |
|  |                                                                  |

|  | Fervidobacterium |
|  |                  |
|  | Thermosipho      |
|  |                  |

|  | Marinitoga                                            |
|  |                                                       |
|  | \| \| Geotoga \| \| \| \| \| \| Petrotoga \| \| \| \| |
|  |                                                       |
|  | Geotoga                                               |
|  |                                                       |
|  | Petrotoga                                             |
|  |                                                       |

|  | Geotoga   |
|  |           |
|  | Petrotoga |
|  |           |

|  | Marinitoga                                            |
|  |                                                       |
|  | \| \| Geotoga \| \| \| \| \| \| Petrotoga \| \| \| \| |
|  |                                                       |
|  | Geotoga                                               |
|  |                                                       |
|  | Petrotoga                                             |
|  |                                                       |

|  | Geotoga   |
|  |           |
|  | Petrotoga |
|  |           |